# Alessandro Rosa Vieira
Falcão, właśc. Alessandro Rosa Vieira (ur. 8 czerwca 1977 w São Paulo) – brazylijski futsalista. Najbardziej utytułowany futsalista na świecie.

## Kariera
Karierę futsalową rozpoczął w 1992 roku w Corinthians. Jego wielkie możliwości w 1998 roku przyniosły mu powołanie do reprezentacji Brazylii, z którą dwa razy zdobył tytuł Mistrza Świata, pięć razy wygrał Copa América. Z reprezentacją wygrał także Igrzyska Panamerykańskie i Igrzyska Ameryki Południowej oraz wiele prestiżowych turniejów międzynarodowych. Osiem razy zdobył tytuł Mistrza Brazylii i siedem razy Puchar Brazylii. Siedem razy był Klubowym Mistrzem Ameryki Południowej. W 2005 roku reprezentował barwy piłkarskiego São Paulo FC, z którym zdobył Copa Libertadores i Campeonato Paulista. W 2014 roku zakończył karierę w reprezentacji Brazylii, w której rozegrał 201 spotkań i strzelił 339. bramek.

## Trofea klubowe
- Klubowe Mistrzostwa Ameryki Południowej (7): 2004, 2005, 2006, 2007, 2008, 2009,2013
- Liga Futsal (Mistrz Brazylii) (9): 1999, 2005, 2007, 2008, 2010, 2011, 2012, 2013, 2014
- Taça Brasil (Puchar Brazylii) (7): 1998, 2003, 2004, 2005, 2006, 2007, 2008
- Puchar São Paulo (5): 1995, 1997, 2000, 2001, 2014
- Puchar Santa Catarina (5): 2003, 2004, 2005, 2006, 2008
- Puchar Rio de Janeiro: 1999
- Copa Libertadores: 2005
- Campeonato Paulista: 2005

## Trofea reprezentacyjne
- Mistrzostwa Świata (2): 2008, 2012
- Copa América (5): 1998, 1999, 2000, 2008, 2011
- Igrzyska Panamerykańskie: 2007
- Igrzyska Ameryki Południowej: 2002
- Grand Prix de Futsal (10): 2005, 2006, 2007, 2008, 2008, 2011, 2013, 2014, 2015, 2018
- Futsal Mundialito: 2001
- Puchar Narodów: 2001
- RJ International Cup: 1998
- Puchar Ameryki (2): 1998, 1999
- Puchar Łaciński: 2003
- Turniej Tigers 5 – Singapur: 1999
- Turniej Egipski: 2002
- Turniej Tajski: 2003
- Turniej KL World 5's – Malezja: 2008